# Stylidium korijekup
Stylidium korijekup är en tvåhjärtbladig växtart som beskrevs av Wege, B.J.Keighery och Keighery. Stylidium korijekup ingår i släktet Stylidium och familjen Stylidiaceae. Inga underarter finns listade i Catalogue of Life.